# 黃倬
黃倬（？年—？年），字元季，號樹階、一号恕階、恕皆。室名介園。湖南長沙府善化縣人，黃兆麟弟，同舉道光丁酉鄉試。清道光二十年(1840)進士。官至吏部侍郎。著有《詩韻辨字略》，翰林院編修，大考升侍講，歷任侍讀學士、侍講學士，詹事府詹事，內閣學士，吏、禮、兵、刑、工各部侍郎。日講起居注官，上書房行走，充道光甲辰恩科、咸豐辛亥恩科、咸豐己未恩科、順天鄉試同考官，道光甲辰科、道光丁未科會試同考官，道光己酉科陝甘鄉試副考官，咸豐壬子科山東鄉試副考官．提督四川、浙江學政。光緒丙子科會試副總裁。